# Boadilla del Monte
Boadilla del Monte és un municipi de la Comunitat de Madrid, a l'oest de Madrid i limita al Nord amb Majadahonda, al sud amb Villaviciosa de Odón i Alcorcón, a l'est amb Pozuelo de Alarcón i a l'oest amb Brunete i Villanueva de la Cañada.
Els principals nuclis poblacionals, a més del nucli antic, són les urbanitzacions de Montepríncipe, Olivar de Mirabal, Parque Boadilla i Las Lomas, conegudes com a urbanitzacions històriques. Annexes a aquestes es troben Bonanza, Monte de las Encinas, Pino Centinela, Valdecabañas i Valdepastores; i de recent construcció cap destacar el Residencial Segle XXI i les zones de Viñas Viejas.

## Geografia
Geogràficament, se situa en un terreny creuat per rierols, a més del riu Guadarrama. Es troben grans extensions d'alzines, pins, llenyes altes i baixes i pasturatges. És una topografia moguda però de pendents suaus amb orientació general al S.O.

### Sòls
Pràcticament la totalitat del terme municipal pertany al miocè inferior, classificant-se el seu sòl dintre del samartienc, amb composició de calcàries, margues i guixos.